# Seo Young
Seo Young ((en hangul, 서영)) es una actriz surcoreana. Debutó en el 2006 en el drama de MBC Fox, What are you doing  saltando a la fama con su imagen sexy. En 2010, comenzó su propia tienda de ropa llamado Shine S.

## Carrera

### Debut: 2006-2007
Fue la protagonista de la serie de cuatro partes Temptation of Eve (Tentación de Eva) de OCN , también participó en Her Own Art (o Technique), la cuarta parte de la serie.

### 2008-2010
En un spin-off de 1 Noche 2 Días, participó con Kim Sook, Yoo Chae-yeong, Kim Yi-ji y Mi-ra en 1 Night 2 Days of Beauty.
En Una historia Legendaria de Libido interpretó a Dan-bi, una de las muchas mujeres tratando de seducir al personaje principal del pueblo

### 2011-presente
Fue elegida para integrarse al elenco de la película Wonderful Radio como Mi-ra.

## Filmografía

### Series de televisión
- 2006: what's Up Fox - Lee Joo-hee
- 2007: Dal ja's Spring
- 2007: Sexi Mong  - Oh Seon-jung
- 2008: Seo Young Espía
- 2010: Wish Upon a Star - Min-ah
- 2010:Roller Coaster Plus Date Big Bang - Seo-young
- 2010: Yaksha - Ji-hyang
- 2016: Dr. Romántico - asistente del presidente Shin
- 2017: Manhole - Mi-ja
- 2020: Private Life - (ep. #6)

### Películas
- 2007: Temptation of Eve: Her Own Art  - Hye-young[14]
- 2007: The Worst Man of My Life
- 2008: A Tale of Legendary Libido - Dan-bi[15]
- 2011: Wonderful Radio - Mi-ra[16]

### Variedades
- 2009: 1 Night 2 Days of Beauty